# Jubiläumstaler zum Reformationsjubiläum 1617
Die Jubiläumstaler von 1617 wurden zur 100-Jahrfeier der Reformation herausgegeben. Es existieren Prägungen als Taler und Mehrfachtaler (Zwei-, Drei- und Vierfachtaler) und als Talerteilstücke (1⁄2 Taler, 1⁄4 Taler, 1⁄8 Taler). Daneben gibt es noch Prägungen in Gold als Dukaten und Mehrfachdukaten.

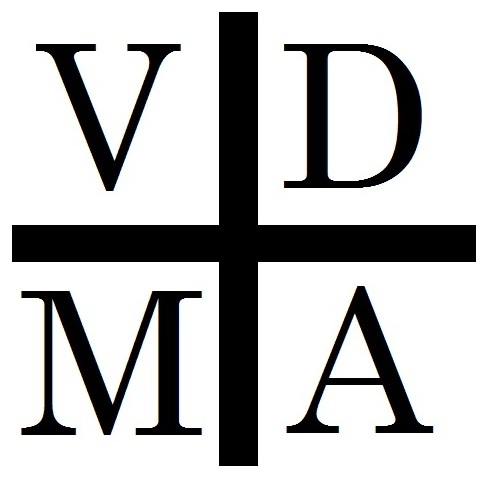

## Inschriften

### Vorderseite (Avers)
VERBVM DOMINI MANET IN AETERNVM (Das Wort des Herrn bleibt in Ewigkeit), Teil eines Bibelzitats (Jesaja 40,8): „Das Gras verdorrt, die Blume verwelkt, aber das Wort des Herrn bleibt in Ewigkeit.“ 
Vor ungefähr 500 Jahren war VDMIAE der Wahlspruch des sächsischen Kurfürsten Friedrich des Weisen und anderer, die sich der Reformation verschrieben hatten und Martin Luther unterstützten. 
VDMIAE wurde für die Anhänger Luthers zum Symbol – fast wie eine Marke oder ein Logo. Man fand (und findet immer noch) diese Abkürzung an Häusern und in Kirchen – ähnlich wie Graffiti heute.
Auf dem Wormser Reichstag hatten sich Friedrich der Weise und sein Bruder Johann auf die Führung der Devise geeinigt, ab 1522 erscheint sie in der Initialenform VDMIE auf sächsischen Medaillen und auf dem rechten Mantelärmel der ernestinischen Hofkleidung; 1526 war sie auf dem Reichstag in Speyer auf Kleidung, Wappen und Quartieren der protestierenden Fürsten angebracht und wurde somit zu einer Art „Parteiabzeichen“ der Protestanten. 

### Rückseite (Revers)
SECVLVM LVTHERANVM
100 Jahre Luthers Lehre (wörtl.: Lutherisches Jahrhundert)